# 소니 DSLR-A330
소니 알파 DSLR-A330(Sony Alpha DSLR-A330)는 2009년 5월 19일에 발표된 소니의 APS-C 타입 디지털 SLR이다. 센서를 움직이는 형태의 손떨림 방지 기능(SteadyShot INSIDE)을 가지고 있다.
23.6x15.8mm 크기에 1,010만 유효 화소를 가지는 소니 CCD 이미지 센서를 가지고 있으며 틸팅 LCD 그리고 라이브뷰가 있다.